# بابليون (مسلسل)
بابليون هو مسلسل تلفزيوني كوميدي درامي بريطاني شارك في إنشائه داني بويل وروبرت جونز وجيسي أرمسترونج وسام باين للقناة 4 ، وانتجته شركة نايتجاك المحدودة.
تدور أحداث المسلسل في لندن، ويتبع شخصيات مختلفة تعمل لصالح دائرة شرطة العاصمة وضباط الشرطة في الشوارع الذين يستجيبون للحوادث، بالإضافة إلى الإدارة العليا وقسم العلاقات العامة في نيو سكوتلاند يارد، الذين يحاولون مواجهة أي رد فعل عنيف. من مثل هذه الحوادث.

## القصة
تدور أحداث المسلسل حول مديرة الاتصالات الجديدة الأمريكية ليز غارفي (بريت مارلينج)، التي تم البحث عنها من قبل مفوض الشرطة ريتشارد ميلر (جيمس نيسبيت) لجر القوة إلى عصر الإعلام الجديد، وتعارضها مع إدارتها الخاصة والبيروقراطية القانونية. يتقاطع هذا مع الأحداث داخل فريق في مجموعة الدعم الإقليمي وفريق من ضباط الأسلحة النارية المعتمدين في القيادة المتخصصة للأسلحة النارية.

## الطاقم
- بريت مارلينج بدور ليز جارفي، مديرة الاتصالات
- جيمس نيسبيت في دور السير ريتشارد ميلر، مفوض
- بيرتي كارفل في دور فين كيركوود، نائب الاتصالات
- إيلا سميث بدور ميا كونروي، موظف اتصالات
- باترسون جوزيف في دور تشارلز إنجليس، مساعد المفوض، المفوض لاحقًا
- جوني سويت بدور توم أوليفر، المشرف والمساعد الشخصي للمفوض
- نيكولا ووكر بدور شارون فرانكلين، مساعد المفوض
- جيل هالفبيني بدور دافينا بانكروفت، ضابط تي اس جي، متزوج من ضابط بانجو
- كافان كليركين في دور داميان كلارك، ضابط في تي إس جي
- أوين آرثر في دور بول «نوببو» نورنغتون، ضابط تي إس جي
- آدم ديكون بدور روبي فاس، ضابط تي إس جي الذي ينتقل إلى أس سي إو 19
- اندرو بروك بدور نيل «بانجو» بانكروفت، ضابط أس سي إو 19 ، متزوج من ضابطة دافينا تي إس جي
- ستيوارت مارتن في دور توني فوربس، ضابط أس سي إو 19
- نيك بلوود في دور وارويك كوليستر، ضابط أس سي إو 19
- دانيال كالويا في دور مات كورد، صانع أفلام وثائقية
- رالف براون في دور جرانت ديلجادو، نائب عمدة لندن

## الإنتاج
أعلنت القناة 4 في الأصل أنه تم تشغيل بابليون لخريف 2014 في 23 ديسمبر 2013. وأعلنوا كذلك أن المسلسل المكون من ستة أجزاء بدأ التصوير في ليفربول ولندن في 17 أبريل 2014.
أخرج داني بويل الحلقة التجريبية، في حين أخرج جون س. بيرد الحلقات الثلاث الأولى من السلسلة الأولى مع إخراج سالي الحسيني للحلقة الثلاثة الأخيرة. انضم جون براون إلى مجموعة الكتابة (من الحلقة التجريبية) جنبًا إلى جنب مع سام باين وجيسي أرمسترونج. تم إنشاء البرنامج بواسطة بويل وروبرت جونز وأرمسترونج وباين الذين كانوا أيضًا منتجين تنفيذيين. المنتجون هم جونز وديرين شليزنجر.
تم تصوير الحلقة الثانية جزئيًا في ساحة تدريب شرطة العاصمة في جريفسيند، كينت وتتميز في المشاهد التي يتدرب فيها روبي (آدم ديكون) في ميدان الرماية. أعادت الحلقة السادسة، السلسلة النهائية، إنشاء أحداث شغب لندن عام 2011.
في مقابلة عام 2015 مع مجلة راديو تايمز ، صرح سام باين أنه من غير المحتمل عودة بابليون لسلسلة أخرى، حيث أوضح جيسي أرمسترونج أن «إعادة الجميع معًا يبدو أنه سيكون معقدًا بشكل غير عادي، لذلك لم نتابعها».

## التقييمات
أعطت أداة تجميع التعليقات روتن توميتوز العرض تقييمًا «جديدًا» بنسبة 75٪ بمتوسط تقييم 7.2 / 10 استنادًا إلى 16 تقييمًا. ينص الإجماع النقدي على ما يلي: «تجمع بابليون بنجاح بين نوعين في عرض واحد، مما يضيف ممثلين رائعين وموضوعًا في الوقت المناسب إلى الذكاء الخفي والدراما القوية.»  حددت ميتاكريتيك، التي تستخدم المتوسط المرجح، 67 درجة من 100، بناءً على 14 نقادًا، مما يشير إلى «المراجعات الإيجابية بشكل عام».

## بث
تم عرض بابليون على سندانس تي في في الولايات المتحدة في 8 يناير 2015. حلقة تم بثها في 29 يناير 2015 جذبت 17000 مشاهد فقط. في أستراليا، تم عرض المسلسل لأول مرة في 28 سبتمبر 2015 على بي بي سي فيرست.

## روابط خارجية
- مسلسل بابليون
 – official site
- بابليون  على قاعدة بيانات الأفلام على الإنترنت (بالإنجليزية).